# Satan s'amuse
Satan s'amuse er en fransk stumfilm fra 1907 af Segundo de Chomón.